# کوسوبوکوو
کوسوبوکوو (به لاتین: Kosobokovo) یک منطقهٔ مسکونی در روسیه است که در سرزمین آلتای واقع شده‌است.